# Día Internacional de la Solidaridad Humana
El Día Internacional de la Solidaridad Humana es una jornada que se celebra internacionalmente el 20 de diciembre desde 2006, fue proclamado por la Asamblea General de las Naciones Unidas en 2005.

## Proclamación
El Día Internacional de la Solidaridad Humana fue proclamado por la Asamblea General de las Naciones Unidas el 22 de diciembre de 2005. Esta iniciativa se promovio para destacar la importancia de la solidaridad como un valor fundamental en las relaciones internacionales del siglo XXI, especialmente en un contexto global marcado por la creciente desigualdad. La proclamación subraya la necesidad de fortalecer la solidaridad mundial para combatir la pobreza, promover el desarrollo sostenible y asegurar que las personas más vulnerables reciban el apoyo necesario para mejorar su calidad de vida. En línea con esta visión, se estableció el Fondo Mundial de Solidaridad en 2003, destinado a financiar proyectos orientados a aliviar la pobreza y promover un desarrollo equitativo. Este fondo es un ejemplo de cómo la solidaridad ha sido llevada a la acción, reflejando la importancia de la cooperación internacional. Además, en 2020, la ONU, junto con la OMS, lanzó el Fondo de Respuesta Solidaria a la COVID-19. Este fondo reunió más de 200 millones de dólares para apoyar la respuesta global a la pandemia, demostrando que el espíritu de solidaridad sigue siendo vital en la sociedad global actual.

## Celebración
El 20 de diciembre se celebra este día en todo el mundo, coincidiendo con el periodo en el que se proclamó la Declaración del Milenio, la cual enfatiza la solidaridad como un valor esencial en las relaciones internacionales y en la erradicación de la pobreza. La primera celebración tuvo lugar en 2006. Durante esta jornada, se reflexiona sobre la importancia de la solidaridad no solo como valor humano, sino también como una herramienta para alcanzar los Objetivos de Desarrollo Sostenible, en particular el ODS 1: Fin de la pobreza. Las actividades incluyen debates, eventos educativos y campañas de concienciación para fomentar una mayor colaboración entre naciones y comunidades, recordando a los gobiernos y a la sociedad la importancia de cumplir con sus compromisos internacionales, promoviendo un entorno donde la solidaridad sea la base de un desarrollo equitativo y sostenible.

## Temas
- 2006: Primera celebración[9]
- 2009: Renovemos nuestra adhesión al principio de la solidaridad humana[10]
- 2010: Tender una mano a nuestros vecinos[11][12]
- 2011: Nuestros tiempos exigen algo distinto: medidas enérgicas y solidaridad[13][14]
- 2012: Alianza mundial para el fomento de una prosperidad solidaria[13][15]
- 2013: Superar los obstáculos que aún quedan en la consecución de los Objetivos de Desarrollo del Milenio[16][17]
- 2014: Moving together as one: Solidarity as the foundation of the UN development agenda beyond 2015,[18] ('Avanzando juntos como uno: La solidaridad como base de la agenda de desarrollo de la ONU más allá de 2015')
- 2015: Shared Progress & Prosperity based on global solidarity,[19] ('Progreso y prosperidad compartidos basados en la solidaridad global')
- 2016: Need for solidarity to bridge sustainable development gaps,[20][21] ('Necesidad de solidaridad para cerrar las brechas del desarrollo sostenible')
- 2017: Sin tema[22]
- 2018: Sin tema[23]
- 2019: Sin tema[24]
- 2020: Unity in diversity vital for achieving sustainability,[25][26] ('Unidad en la diversidad es vital para lograr la sostenibilidad')
- 2021: Sin tema[27]
- 2022: Sin tema[28]
- 2023: Sin tema[29]